# Chthonerpeton exile
Chthonerpeton exile és una espècie d'amfibi Gimnofió de la família typhlonectidae endèmica del Brasil que habita en boscos secs tropicals o subtropicals, rius, pantans, aiguamolls d'aigua dolça, cursos d'aigua dolça intermitents, pastures, zones d'irrigació, terres agrícoles inundades en algunes estacions, canals i dics.